# Försvarsmusiken
Försvarsmusiken (FöMus) är Sveriges försvarsmaktsgemensamma enhet för militärmusik inom Försvarsmakten som verkat i olika former sedan 2010. Förbandsledningen är förlagd i Stockholms garnison i Stockholm.

## Historik
Försvarsmusiken organiserades 2010 som en stab med tre musikkårer under Livgardet:  Arméns musikkår, Livgardets dragonmusikkår och Marinens musikkår. Arméns musikkår är i dag stationerad i Häggvik i Sollentuna, Livgardets dragonmusikkår är stationerad på Kavallerikasern och Marinens musikkår är stationerad i Karlskrona. Försvarsmusiken består av enhetschef, musikinspektör och 139 befattningar. I Försvarsmaktens budgetunderlag för 2023 föreslog Försvarsmakten att Försvarsmusiken skulle byta namn den 1 januari 2023 till Försvarsmusikenheten. Bakgrunden till förslaget var att enheten fungerar som en försvarsmaktsgemensam enhet som sammanhåller militärmusikfunktionen i Försvarsmakten, vilket Försvarsmakten ansåg bör avspeglas i namnet.

## Verksamhet
Försvarsmusikens huvuduppdrag är militärmusik i statsceremonielet och vaktparaderna, spelningar vid förband, spelningar för allmänheten i syfte att profilera Försvarsmakten. Enheten ansvarar för att bevara och utveckla svensk militärmusiktradition. 

### Ingående enheter
- Arméns musikkår (AMK), 53 musiker är stationerad i Sollentuna, Nordens största professionella musikkår.
- Livgardets dragonmusikkår (LDK), 30 beridna musiker och stationerad i Stockholm.
- Marinens musikkår (MMK), 30 musiker, är stationerad i Karlskrona.
- 25 hemvärnsmusikkårer med omkring 1000 musiker är i inspektionshänseende underställda FöMus.

## Förbandschefer
- 2010–2015: Olle Hermansen
- 2015–20xx: Kommendörkapten Roger Lodin [a]

## Namn, beteckning och förläggningsort
| Försvarsmusiken      | 2010-01-01 | – | 2022-12-31 |
| Försvarsmusikenheten | 2023-01-01 | – |            |

| FöMus | 2010-01-01 | – |  |

| Kungsängens garnison (F) | 2010-01-01 | – |  |
| Stockholms garnison (F)  | 2010-01-01 | – |  |